# José María Sánchez Roda
José María Sánchez Roda (Requena, siglo XX- Utiel, el 29 de enero de 2005) fue un político, sindicalista socialista y escritor español.

## Biografía
José María Sánchez Roda fue un político y escritor valenciano nacido en Requena. El 8 de noviembre de 1937, durante la guerra civil española fue nombrado Consejero de Cultura del Consejo Provincial de Valencia, como representante de la Unión General de Trabajadores y por lo que fue el máximo responsable político del Instituto de Estudios Valencianos. En razón de este cargo, estuvo al frente de la Junta Delegada del Tesoro Artístico de Valencia. Al acabar la guerra, sufrió diversas formas de represión política por parte del régimen franquista. Posteriormente se dedicó a la producción literaria, principalmente en el campo de la lírica.

## Consejero de Cultura (1937-1939)
En la etapa final de la II República Española, con la creación del Consejo Provincial Valenciano se creó la Conselleria de Cultura que fue dirigida por dos consejeros. El primer consejero de Cultura fue Francesc Bosch i Morata, con un mandato desde el 7 de enero hasta el 8 de noviembre del año 1937.
Seguidamente José María Sánchez Roda ocupó el cargo de consejero de cultura, siendo el segundo consejero de cultura  por el Partido Socialista Obrero Español y Unión General de Trabajadores con un mandato desde el 8 de noviembre de 1937 hasta el 30 de marzo del año 1939.

## Vida como escritor
Fue un poeta y también conocido por haber sido un gran recitador. Todos sus versos han sido muy reconocidos y laureados, en especial en su ciudad natal (Requena).
También fue un gran ponente en la cultura y en bellas artes, de lo que llegó a ser presidente la Junta Delegada del Tesoro Artístico Nacional y por su trayectoria política, cultural y militar se halla en posesión de la  Cruz Orden del Mérito Militar con distintivo blanco.
Su literatura ha sido muy reconocida en el pueblo en el que él nació, otorgándole durante cinco veces el premio Flor Natural en el Certamen Literario de la Fiesta de la Vendimia de Requena, en los años 1950, 1952, 1958, 1963 y 1975. Sus obras poéticas han sido de amplia difusión y han sido repartida entre numerosas publicaciones en España y Suramérica y tiene una participación destacada en la Antología Nacional «El Poeta y el Niño», editada por Taurus y ha trabajado junto a poetas muy destacados como José María Pemán, Amado Nervo y Marciano Zurita.